# تکیه فیض
تکیه فیض مربوط به دوره زند است و در اصفهان، تخت فولاد، خیابان فیض، شرق تکیه کازرونی واقع شده و این اثر در تاریخ ۱۰ خرداد ۱۳۸۲ با شمارهٔ ثبت ۹۰۸۵ به‌عنوان یکی از آثار ملی ایران به ثبت رسیده است.